# Orden del Mérito de Baviera
Orden al Mérito de Baviera (en alemán Bayerischer Verdienstorden) es la orden al mérito civil del Estado Libre de Baviera en Alemania.
Fue instituida el 11 de junio de 1957. La selección la realiza el primer ministro y el gabinete.
Se otorga por igual a hombres y mujeres de cualquier nacionalidad por su contribución extraordinaria al estado de Baviera.